# SAK Klagenfurt
Der Slovenski atletski klub Celovec, bekannt als SAK Klagenfurt, ist ein österreichischer Fußballverein. Er gilt als Visitenkarte bzw. Identifikationspunkt der Kärntner Slowenen. Ab der Saison 2023/24 spielt der SAK in der Kärntner Liga, der vierthöchsten Spielklasse. Die zweite Kampfmannschaft des Vereines (SAK Amateure) spielt in der 1. Klasse. Insgesamt führt der Verein 20 Mannschaften (Saison 2015/16) in drei Fußballzentren.

## Sportliches
Die Gymnasiastenmannschaft beendete die ersten fünf Saisonen viermal als Zweiter, 1975/76 gelang der Aufstieg in die 1. Klasse. Die größten Gegner des SAK waren in dieser Zeit des Ortstafelsturms deutschnational gesinnte Schiedsrichter und die Zuschauer. Viele Spiele ähnelten damals eher politischen Veranstaltungen für oder gegen die Rechte der slowenischen Volksgruppe als Fußballspielen.
1978/79 gelang der Aufstieg in die Unterliga, 1982/83 in die Kärntner Liga. – Ein schöner Erfolg war auch der Einzug in das ÖFB-Cup Viertelfinale mit einem Sieg gegen den LASK vor 2.000 Zuschauern in Klagenfurt-Annabichl am 28. März 1987. Nach 0:0 nach 120 Minuten kam es zu einem dramatischen Penaltyschießen, bei welchem der LASK begann und welches der SAK 3:2 entschied:
Dantlinger scheitert an Ljubiša Dalanovic; 1:0 Marijan Velik (ins rechte Kreuzeck), 1:1 Wolfgang Nagl, 2:1 Wölbl; 2:2 Piesinger; Lindenberger hält gegen Ivo Ramšak; Dalanovic hält gegen Köstenberger; 3:2 Mario Pihorner; Karl Meister scheitert an Dalanovic.
1992 stellte der SAK seine Nachwuchsarbeit auf neue Fundamente und gründete drei Nachwuchszentren in Bleiburg, Klagenfurt und St. Primus. Heute zählt der SAK auch beim Nachwuchs zu den Top-6-Vereinen in Kärnten.
Sowohl 1991/92 als auch 1992/93 gewann der SAK den Meistertitel in der Kärntner Liga, konnte sich jedoch in der Aufstiegs-Qualifikation nicht durchsetzen. Beim ersten Mal war LUV Graz, danach der SV Braunau Sieger dieser Spielserie.
Als Dritter der Landesliga 1993/94 war der SAK (nebst Meister WAC und dem VSV) zum Aufstieg in die wieder gegründete Regionalliga Mitte berechtigt und stieg als erster Meister der Regionalliga sogar in die II. Division auf. Das Gastspiel in der zweithöchsten Spielklasse dauerte nur ein Jahr (Saison 95/96).
Fünf Jahre später (2000/01) stieg der SAK aus der Regionalliga Mitte ab, holte aber gleich mit deutlichem Vorsprung wieder den Titel, musste aber 2002/03 (Rang 14/Drittletzter) erneut absteigen, kehrte als Liga-Meister 2004/05 wieder in die Regionalliga Mitte zurück, wo er bis zur Saison 2014/15 verblieb. Ab 2015/16 muss der SAK wieder in der Kärntner Liga spielen.
In der Saison 2014/15 erreichte die Mannschaft erstmals das Finale des „KFV-Villacher-Cups“ (ein Ziel, das man lt. Homepage- bzw. Stadionzeitschrift bislang nie ernsthaft verfolgt hatte). Gegner war der Kärntner Liga-Verein FC Lendorf – sowohl in Klagenfurt als auch beim Rückspiel in Lendorf gab es ein 1:1, worauf ein Penaltyschießen erforderlich war, welches von Lendorf 5:4 gewonnen wurde.
Im Spieljahr 2006/07 gab es eine Zusammenarbeit mit dem Unterligaklub DSG Sele/Zell aus Zell/Pfarre (Sele Fara), auch als Zell ob Ferlach bekannt. Der Verein, der nun DSG Zell/SAK hieß, wurde daraufhin Meister und stieg in die Kärntner Liga auf. Mit Ablauf des Spieljahres 2006/07 endete aber wieder die Spielgemeinschaft, was möglicherweise Grund dafür war, dass die Mannschaft sofort wieder absteigen musste.
Als bekannter Funktionär über den eigenen Verein hinaus ist der schon weiter oben genannte Silvo Kumer (Silvester Kumer) zu nennen, der beim Kärntner Fußballverband als Obmann der Regionalliga Mitte im Referat Kampfmannschaft tätig ist. Der Sportliche Leiter und ab 2003 Klub-Präsident Marko Wieser war langjährig auch Spieler des Vereins; er spielte auch beim SK Austria Klagenfurt, ASV, Bleiburg und DSG Ferlach. Auch der heutige SAK Eventmanager Igor Ogris war langjähriger Spieler, spielte in der Bundesliga bei Mödling/Admira Wacker.
Als Trainer fungierten u. a. auch noch (nebst den in der folgenden Spieleraufzählung genannten): Tone Hrovatic, Helmut Kirisits, Franz Polanz, Jože Prelogar, Jože Stropnik, Tone Tomažić.
Bekannte Spieler beim SAK waren/sind u. a. Alois Jagodic, Ivan Ramšak (auch Ivo genannt), welche auch später Trainer des SAK waren.